# FC Dallas
FC Dallas er en amerikansk fodboldklub fra byen Frisco ved Dallas i Texas. Klubben spiller i landets bedste liga, Major League Soccer, og har hjemmebane på stadionet Pizza Hut Park. Klubben blev grundlagt i 1996 i forbindelse med stiftelsen af Major League Soccer, og har spillet med i ligaen lige siden. I de første ni år, fra 1996 til 2004, var holdet kendt under navnet Dallas Burn, men skiftede herefter til et mere europæisk-stilet navn.
Klubben har aldrig vundet Major League Soccer, men nåede i 2010 finalen, der dog blev tabt til Colorado Rapids.

## Kendte spillere
| - Arturo Alvarez (2005–2008) - Leonel Álvarez (1996, 1998–1999) - Kenny Cooper (2006–2009) - Jeff Cunningham (2008–2010) - Duilio Davino (2008) - Chad Deering (1998–2003) - Denílson (2007) - Mark Dodd (1996–1999) - Cory Gibbs (2004) - Clarence Goodson (2004–2007) - Ariel Graziani (1999–2001) - Brian Haynes (1996–2000) | - Shaka Hislop (2006–2007) - Eddie Johnson (2001–2005) - Jason Kreis (1996–2004) - Dax McCarty (2006–2010) - Antonio Martínez (2000–2003) - Roberto Miña (2005–2008) - Drew Moor (2005–2009) - Steve Morrow (2002–2003) - Ronnie O'Brien (2002–2006) - Dominic Oduro (2006–2008) - Óscar Pareja (1998–2005) - Jorge Rodríguez (1997–2002) | - Bobby Rhine (1999–2008) - Carlos Ruiz (2005–2007) - Darío Sala (2005-2010) - Hugo Sánchez (1996) - Mark Santel (1996–2000) - Diego Soñora (1996–1997) - Alain Sutter (1997–1998) - John Jairo Trellez (1999) - Juan Toja (2007–2008) - Joselito Vaca (2001–2003) - Simo Valakari (2004–2006) |

## Danske spillere
- Ingen

## Trænere
Samtlige trænere i Dallas Burn/FC Dallas siden Major League Soccers start i 1996:
- Dave Dir (1996–2000)
- Mike Jeffries (2001–2003)
- Colin Clarke (2003–2006)
- Steve Morrow (2006–2008)
- Marco Ferruzzi (2008)
- Schellas Hyndman (2008—)